# Đội tuyển bóng đá quốc gia Nhật Bản
Đội tuyển bóng đá quốc gia Nhật Bản (サッカー日本代表 (Soccer Nhật Bản đại biểu) Sakkā Nippon Daihyō) là đội tuyển bóng đá quốc gia đại diện cho Nhật Bản tại các giải đấu khu vực, châu lục và thế giới. Đội được quản lý bởi Hiệp hội bóng đá Nhật Bản (JFA).
Nhật Bản là một trong những đội tuyển bóng đá thành công nhất châu Á, khi đã có 8 lần liên tiếp gần đây tham dự Giải bóng đá vô địch thế giới, trong đó có bốn lần lọt vào vòng 16 đội ở các năm 2002, 2010, 2018 và 2022, qua đó trở thành đội tuyển châu Á có nhiều lần vượt qua vòng bảng World Cup nhất cho đến nay. Đội cũng đang nắm giữ kỷ lục vô địch Cúp bóng đá châu Á với 4 lần vào các năm 1992, 2000, 2004 và 2011. Nhật Bản từng giành ngôi Á quân tại Cúp Liên đoàn các châu lục 2001 và là một trong ba đội tuyển châu Á bên cạnh Úc và Ả Rập Xê Út từng lọt vào chung kết một giải đấu do FIFA tổ chức dành cho đội tuyển quốc gia. Ở cấp độ khu vực, đội từng có bốn lần vô địch Cúp bóng đá Đông Á (1992, 1995, 1998, 2013). Tính đến tháng 10 năm 2024, Nhật Bản là đại diện châu Á có thứ hạng FIFA cao nhất với vị trí thứ 15 thế giới và đã duy trì vị trí dẫn đầu châu lục kể từ tháng 12 năm 2022. Do đó, đây thường được xem là đội tuyển mạnh nhất châu Á ở thời điểm hiện tại.
Đội tuyển Nhật Bản có biệt danh chính thức là Samurai Blue (サムライ・ブルー Samurai Burū) sử dụng bởi JFA, còn truyền thông Nhật Bản thường gọi theo họ của huấn luyện viên đương nhiệm + "Japan", như hiện tại là Moriyasu Japan (森保ジャパン).
Đối thủ cạnh tranh trực tiếp với Nhật Bản trên đấu trường châu lục là nước láng giềng Hàn Quốc. Ngoài ra, đội cũng phát triển sự kình địch với Úc, Iran và Ả Rập Xê Út trên đấu trường châu Á.
Nhật Bản là đội đầu tiên bên ngoài châu Mỹ tham dự Cúp bóng đá Nam Mỹ với tư cách khách mời. Đội có 4 lần được mời vào các giải năm 1999, 2011, 2015 và 2019, tuy nhiên chỉ tham dự hai giải năm 1999 và 2019.

## Lịch sử

### Trước thập niên 1990
Trước cuối thập niên 1980, Nhật Bản không được xem là một nền bóng đá phát triển ở châu Á với dàn cầu thủ đội tuyển khi đó hầu hết vẫn thuộc trình độ nghiệp dư hoặc bán chuyên nghiệp, mặc dù tổ chức JFA đã được thành lập từ năm 1921. Trước chiến tranh thế giới thứ hai, Nhật Bản từng tham gia kỳ Olympic đầu tiên vào năm 1936 và lọt vào tứ kết. Đội cũng tham gia vòng loại World Cup 1938 và được xếp lịch để thi đấu với Đông Ấn Hà Lan, nhưng sau đó bất ngờ rút lui nên mất suất tham dự giải vào tay của đối thủ.
Lần ra mắt sau chiến tranh của Nhật Bản là tại Đại hội Thể thao châu Á 1951 tại Ấn Độ. Nhật Bản tái gia nhập FIFA vào năm 1950 và bắt đầu thi đấu vòng loại World Cup 1954, nhưng để mất suất tham dự vào tay Hàn Quốc sau hai lượt trận đối đầu, nên bắt đầu phát triển một sự kình địch gay gắt với đối thủ láng giềng.
Dettmar Cramer trở thành huấn luyện viên của Nhật Bản vào năm 1960, và đã dẫn dắt đội vào vòng tứ kết tại Thế vận hội Mùa hè 1964 ở Tokyo. Thành tích quan trọng đầu tiên của Nhật Bản ở cấp độ quốc tế là ở Thế vận hội Mùa hè 1968 tại Thành phố Mexico, nơi đội giành huy chương đồng, dù đây là giải đấu chỉ giành cho các đội tuyển quốc gia nghiệp dư. Mặc dù kết quả này giúp môn bóng đá được công nhận ngày càng nhiều ở Nhật Bản, nhưng việc không có một giải đấu quốc nội chuyên nghiệp đã cản trở sự phát triển của nền bóng đá nước này. Đội liên tục thất bại trong việc vượt qua vòng loại World Cup cho đến 30 năm sau. Đặc biệt ở vòng loại World Cup 1986, Nhật Bản đã đứng rất gần cơ hội vượt qua vòng loại, nhưng lại để thua Hàn Quốc trong những trận đấu quyết định.

### Từ thập niên 1990-nay
Nhật Bản lần đầu tiên góp mặt tại Cúp bóng đá châu Á vào năm 1988, nơi họ bị loại từ vòng bảng sau trận hòa với Iran và thua Hàn Quốc, UAE và Qatar. Thất bại ở Asian Cup 1988 được xem là hậu quả từ việc thiếu một giải vô địch quốc gia chất lượng. Nhu cầu chuyên nghiệp hóa bóng đá nội trở thành hướng phát triển không thể tranh cãi sau sự đi lên thần tốc của nền kinh tế Nhật Bản.
Cuối thập niên 1980 chứng kiến những động thái cụ thể nhằm chuyên nghiệp hóa môn bóng đá ở Nhật Bản. JFA đã giới thiệu hệ thống Cầu thủ được cấp phép đặc biệt vào năm 1986, cho phép một số lượng hạn chế các cầu thủ chuyên nghiệp thi đấu ở các giải bán chuyên trong nước. Các ủy ban hành động đã được tổ chức vào năm 1988 và 1989 để thảo luận về việc thành lập một giải đấu chuyên nghiệp toàn diện ở Nhật Bản. Năm 1991, các chủ sở hữu của Giải bóng đá bán chuyên Nhật Bản đồng ý giải tán giải đấu này và tái hình thành giải đấu chuyên nghiệp J.League, như một phần trong kế hoạch nâng cao vị thế của môn bóng đá tại Nhật Bản và cải thiện trình độ của đội tuyển quốc gia.
Năm 1992, ở kỳ Asian Cup 1992 tổ chức trên sân nhà, Nhật Bản đã đánh bại Ả Rập Xê Út 1-0 trong trận chung kết và đoạt chức vô địch Asian Cup lần đầu tiên trong lịch sử. Danh hiệu châu Á đầu tiên trở thành nguồn động lực mới cho bóng đá Nhật Bản. Một năm sau, J.League ra đời, khiến cho môn thể thao này càng trở nên phổ biến tại Nhật Bản, và trình độ của đội tuyển quốc gia nước này cũng ngày một cải thiện, bắt đầu trở thành một thế lực thực sự của bóng đá châu Á. Sự tiến bộ của đội tuyển Nhật Bản trong một thời gian ngắn đã trở thành nguồn cảm hứng và ví dụ về cách phát triển bóng đá. Trong lần đầu tiên thi đấu ở vòng loại World Cup với dàn cầu thủ chuyên nghiệp, Nhật Bản đã suýt chút nữa giành vé dự World Cup 1994 sau trận hòa 2-2 đáng tiếc trước Iraq ở trận cuối cùng của vòng loại, một trận đấu mà họ chỉ cần thắng là giành vé. Đội cũng đã đánh bại được Hàn Quốc lần đầu tiên ở vòng loại World Cup, nhưng chung cuộc vẫn phải nhìn kình địch giành vé tới nước Mỹ. Nhiệm vụ tiếp theo của Nhật Bản là bảo vệ danh hiệu châu lục của họ tại Asian Cup 1996. Đội đã thắng tất cả các trận ở vòng bảng nhưng bị loại ở tứ kết sau trận thua 2–0 trước Kuwait.
Năm 1998, cơ hội tham dự World Cup trở nên rõ ràng với Nhật Bản khi giải đấu được mở rộng lên thành 32 đội còn châu Á lần đầu tiên có 3,5 suất tham dự. Dù chưa thể giành vé trực tiếp, Nhật Bản vẫn kịp có tấm vé muộn thông qua loạt trận play-off, để có lần đầu tiên tham dự giải đấu lớn nhất hành tinh, nơi đội toàn thua cả ba trận vòng bảng với Argentina, Croatia và Jamaica với những tỷ số tối thiểu. Những nỗ lực không mệt mỏi của người Nhật đã bắt đầu tạo ra sự thay đổi. Sau kỳ World Cup năm 1998, Nhật chưa bao giờ vắng mặt ở sân chơi này. Đến năm 2000, đội lại một lần nữa đánh bại Ả Rập Xê Út trong trận chung kết Asian Cup 2000, để có danh hiệu vô địch châu lục lần thứ hai.

Tới năm 2002, Nhật Bản trở thành đồng chủ nhà World Cup với Hàn Quốc trong lần đầu tiên giải đấu này được tổ chức tại châu Á. Đội lần đầu vượt qua vòng bảng giải đấu khi hòa Bỉ 2-2, thắng Nga 1-0 và Tunisia 2-0. Tuy nhiên, họ để thua 0-1 trước Thổ Nhĩ Kỳ, đội sau đó đạt hạng ba, ở vòng 16 đội. Đến kỳ Asian Cup 2004 tại Trung Quốc, Nhật Bản đã bảo vệ chức vô địch châu lục khi thắng Trung Quốc 3-1 ở chung kết trong bầu không khí thù địch đến từ các cổ động viên của đội chủ nhà, qua đó cân bằng thành tích vô địch Asian Cup với Iran và Ả Rập Xê Út (3 lần).

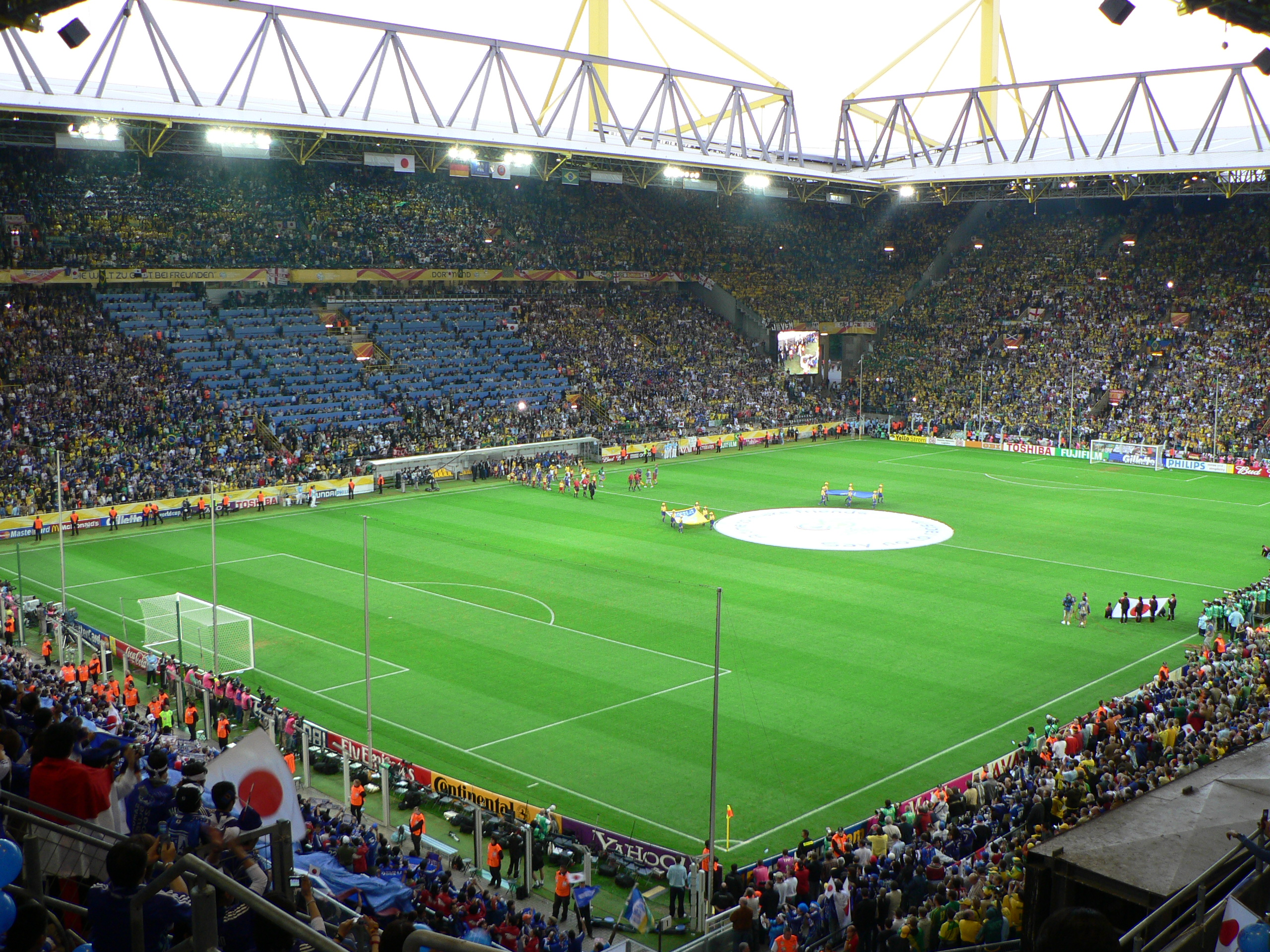
Nhật Bản gặp Brasil tại Signal Iduna Park ở Dortmund, Đức trong khuôn khổ giải vô địch bóng đá thế giới 2006

Năm 2006, Nhật Bản giành vé tham dự kỳ World Cup lần thứ ba liên tiếp tại Đức, nơi đội bị loại từ vòng bảng sau khi hòa Croatia 0-0, thua ngược trước Úc 1-3 và thua ngược trước Brasil 1-4. Đến kỳ Asian Cup tổ chức tại Đông Nam Á một năm sau đó, đội thất bại 2-3 trong trận bán kết với Ả Rập Xê Út, và thua Hàn Quốc trên loạt sút luân lưu trong trận tranh hạng ba. Nhật Bản tiếp tục vượt qua vòng loại World Cup 2010 và rơi vào bảng E cùng với Hà Lan, Đan Mạch và Cameroon. Đây là kỳ World Cup mà Nhật Bản đã thi đấu xuất sắc, đánh bại Cameroon 1-0 và Đan Mạch 3-1, chỉ thua Hà Lan (đội sau đó giành ngôi Á quân) với tỷ số tối thiểu. Gặp Paraguay ở vòng 16 đội, Nhật Bản đã thi đấu nỗ lực khi cầm hòa đội bóng Nam Mỹ 0-0 sau 120 phút thi đấu, và chỉ chịu khuất phục trên loạt sút luân lưu.

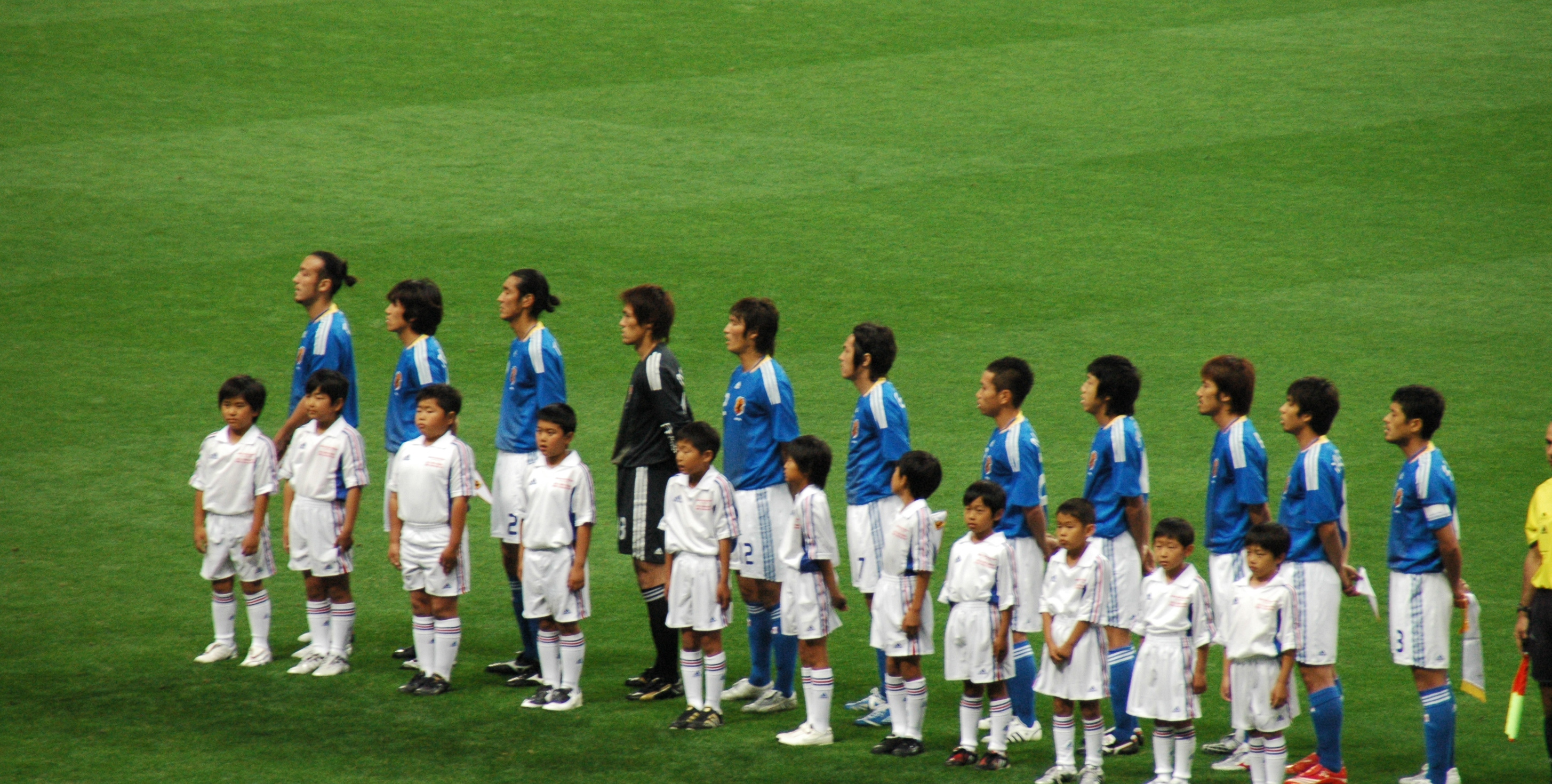
Tuyển Nhật Bản trước trận giao hữu với Paraguay năm 2008

Sau kỳ World Cup trên đất Nam Phi, JFA bổ nhiệm Alberto Zaccheroni làm huấn luyện viên trưởng của ĐTQG. Ở kỳ Asian Cup 2011 tổ chức tại Qatar, Nhật Bản đã trình diễn một lối chơi thuyết phục. Đội đè bẹp Ả Rập Xê Út đến 5-0 ở vòng bảng, đánh bại Qatar 3-2 ở tứ kết và có một cuộc rượt đuổi tỷ số gay cấn với Hàn Quốc ở bán kết, trận đấu mà họ chỉ có thể thắng kình địch trên loạt sút luân lưu sau khi hòa 2-2 trong 120 phút. Gặp Úc trong trận chung kết, Nhật Bản phải trải qua một trận đấu căng thẳng nữa, khi hai đội giằng co và hòa không bàn thắng sau 90 phút. Tuy nhiên, đội đã bất ngờ ghi được bàn thắng trong hiệp phụ thứ hai để qua đó thắng 1-0 chung cuộc. Với chức vô địch Asian Cup lần thứ 4, Nhật Bản trở thành đội bóng châu Á giàu thành tích nhất ở giải đấu lớn nhất châu lục.
Nhật Bản thi đấu thuyết phục ở vòng loại World Cup 2014, trở thành đội đầu tiên trên thế giới giành vé đến Brasil. Trước đó, đội đã chơi không tệ ở Cúp Liên đoàn các châu lục 2013 mặc dù toàn thua, bao gồm trận thua chủ nhà Brasil 0-3, thua Ý 3-4, và Mexico 1-2. Tại Cúp bóng đá Đông Á 2013,  Nhật Bản có lần đầu vô địch khi hòa Trung Quốc 3-3, đánh bại Úc 3-2 và Hàn Quốc 2-1. Ở vòng chung kết World Cup 2014, Nhật Bản rơi vào bảng C dễ thở khi các đối thủ chỉ là Colombia, Hy Lạp và Bờ Biển Ngà. Tuy nhiên, đội lại bị loại ngay từ vòng bảng và chỉ có một trận hòa 0-0 trước Hy Lạp, trong khi thua Bờ Biển Ngà 1-2 và Colombia 1-4. Với kết quả này, Zaccheroni phải từ chức và Javier Aguirre được chọn vào chiếc ghế nóng. Aguirre bắt đầu một cuộc cải tổ mạnh mẽ đội bóng, chuyển sơ đồ đội hình 4–2–3–1 đã sử dụng từ lâu của Zaccheroni sang sơ đồ 4–3–3 của chính ông và áp dụng điều này với những cầu thủ đang thi đấu ở J.League, loại bỏ nhiều gương mặt quen thuộc. Tuy nhiên, Nhật Bản tiếp tục thi đấu sa sút ở Asian Cup 2015 tổ chức tại Úc và sớm thất bại trong việc bảo vệ danh hiệu, khi bị UAE loại ở tứ kết sau loạt sút luân lưu, dù toàn thắng ở vòng bảng trước đó; đánh dấu thành tích tệ nhất của đội tại Asian Cup sau 19 năm. Kết quả này khiến cho Aguirre mất ghế chỉ sau nửa năm tại nhiệm.
JFA lựa chọn Vahid Halilhodžić làm HLV mới vào tháng 3 năm 2015. Nhật Bản thi đấu thiếu thuyết phục ở vòng loại World Cup 2018, để hòa đội bóng Đông Nam Á Singapore 0-0 trên sân nhà ở vòng loại thứ hai và thua UAE 1–2 trên sân nhà ở vòng loại thứ ba. Tuy nhiên, đội đã liên tiếp giành được những kết quả khả quan trong các trận đấu tiếp theo với Iraq, Úc và Thái Lan, với 5 chiến thắng và 2 trận hòa, dù đó đều là những chiến dịch rất khó nhọc. Vào ngày 31 tháng 8 năm 2017, Nhật Bản đánh bại Úc với tỷ số 2–0 trên sân nhà, qua đó giúp họ giành vé tham dự World Cup 2018 tại Nga, cũng là kỳ World Cup lần thứ sáu liên tiếp của đội. Tuy nhiên, JFA đã quyết định sa thải Halilhodžić vào ngày 9 tháng 4 năm 2018, chỉ 10 tuần trước khi vòng chung kết World Cup diễn ra, với lý do mối quan hệ rạn nứt giữa huấn luyện viên và cầu thủ, và kết quả giao hữu kém cỏi gần đây, và bổ nhiệm Nishino Akira, người từng nắm đội Olympic Nhật Bản tại Thế vận hội Mùa hè 1996, với tư cách là huấn luyện viên mới.
Ở World Cup 2018, Nhật Bản rơi vào bàng H cùng các đội Colombia, Senegal và Ba Lan. Đội bất ngờ giành chiến thắng 2-1 trước Colombia trong thế hơn người từ ngay phút thứ tư của trận đấu, đánh dấu chiến thắng đầu tiên của một đội bóng châu Á trước đại diện Nam Mỹ ở đấu trường World Cup. Trong lượt trận thứ hai gặp Senegal, các cầu thủ Nhật Bản đã thi đấu quật khởi trước lối đá giàu thể lực của đội bóng châu Phi, để có trận hòa 2-2 đầy kịch tính. Ở lượt cuối vòng bảng, dù để thua Ba Lan 0-1, nhưng Nhật Bản vẫn giành quyền vào vòng 16 đội nhờ hơn Senegal (đội cũng có 4 điểm) ở chỉ số fair-play. Gặp Bỉ ở vòng 16 đội, đội bất ngờ dẫn 2-0 nhờ các bàn thắng của Haraguchi Genki và Inui Takashi, nhưng lại để thua ngược 2-3 ngay trong 90 phút thi đấu chính thức. Đây là lần thứ ba Nhật Bản lọt vào vòng 16 đội ở một kỳ World Cup, và cũng là thành tích tốt nhất của đội ở đấu trường thế giới. Sau giải đấu khá thành công, HLV Nishino bất ngờ rút lui và Moriyasu Hajime lên nắm đội. Bên cạnh đó, hai trụ cột là Honda Keisuke và Hasebe Makoto cũng quyết định từ giã đội tuyển quốc gia.

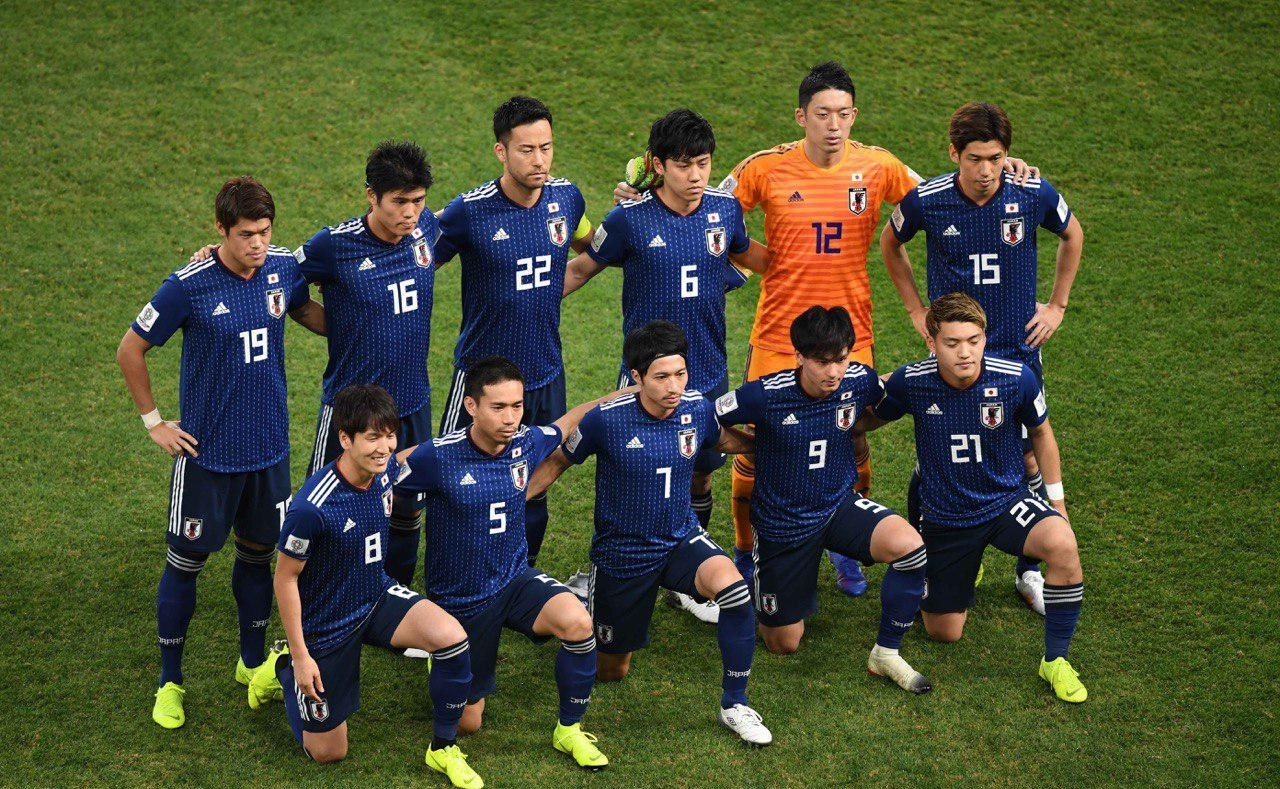
Các cầu thủ Nhật Bản trước trận đấu với Iran ở bán kết Cúp bóng đá châu Á 2019

Nhật Bản tham dự Asian Cup 2019 với đội hình được trẻ hóa đáng kể, khi nhiều trụ cột đã đánh mất phong độ như Kagawa Shinji hay Okazaki Shinji không được triệu tập, thay vào đó là những nhân tố mới như Minamino Takumi, Doan Ritsu hay Tomiyasu Takehiro.  Đội thi đấu suôn sẻ trong bảng đấu có Turkmenistan, Oman và Uzbekistan khi toàn thắng cả ba trận. Tuy nhiên, lối chơi của đội ở vòng loại trực tiếp đã bị chỉ trích vì quá thực dụng, với những chiến thắng suýt sao trước Ả Rập Xê Út và Việt Nam. Dù vậy, Nhật Bản bất ngờ thi đấu thuyết phục khi gặp ứng cử viên vô địch Iran ở bán kết, trận đấu mà họ đánh bại đối thủ này đến 3 bàn không gỡ. Tuy nhiên khi gặp Qatar ở chung kết, Nhật Bản đã không thể có chức vô địch châu Á lần thứ 5 khi để thua 1-3, trong một trận đấu mà hàng phòng ngự của họ liên tiếp phạm sai lầm.
Nhật Bản đã được mời tham dự Cúp bóng đá Nam Mỹ 2019, đây là lần thứ 2 đội góp mặt tại giải đấu này với tư cách khách mời. Đội nằm ở bảng C với Uruguay, Chile và Ecuador. Nhật Bản thua 0–4 trong trận mở màn trước Chile, đội đương kim vô địch của giải đấu. Trong trận tiếp theo, đội tuy đã chơi phản công tốt và hợp lý nhưng lại để hòa một cách đáng tiếc trước gã khổng lồ Uruguay với tỷ số 2–2, trong một trận đấu mà Uruguay đã được VAR cứu thua. Nhật Bản cần một chiến thắng trước Ecuador để giành vé vào vòng loại trực tiếp, tuy nhiên họ đã hòa 1-1 và bị loại do kém hơn một đội đứng thứ ba khác là Paraguay về hiệu số bàn thắng bại. Sau giải đấu đó, Nhật Bản đã chơi một trận giao hữu với Paraguay và giành chiến thắng 2–0 trên sân nhà.
Vào tháng 12 năm 2019, Nhật Bản đã tham dự Cúp bóng đá Đông Á 2019 tổ chức tại Hàn Quốc. HLV Moriyasu triệu tập đội hình trẻ và thiếu kinh nghiệm đến thi đấu. Với đội hình trẻ trung, Nhật Bản chỉ thắng được Trung Quốc và Hồng Kông, còn lại để thua đối thủ Hàn Quốc và xếp nhì chung cuộc.
Nhật Bản được xếp cùng bảng với Myanmar, Tajikistan, Kyrgyzstan và Mông Cổ ở vòng loại thứ hai World Cup 2022. Ở một bảng đấu khá dễ thở, Nhật Bản đã chứng tỏ sức mạnh vượt trội khi toàn thắng cả tám trận vòng loại, ghi 46 bàn thắng và chỉ để thủng lưới hai lần.
Ở vòng loại thứ ba World Cup 2022, Nhật Bản rơi vào bảng B có Úc, Ả Rập Xê Út, Trung Quốc, Oman và Việt Nam. Trái ngược với phong độ cao ở vòng hai, Nhật Bản đã khởi đầu tệ hại khi để thua hai trong ba trận đầu tiên của vòng ba trước Oman và Ả Rập Xê Út, đều với tỷ số 0-1. Kết quả nghèo nàn này đã khiến huấn luyện viên Moriyasu đứng trước nguy cơ bị sa thải, nếu đội không đánh bại được Úc trên sân Saitama ở lượt trận tiếp theo. Tuy nhiên, Nhật Bản đã thể hiện được bản lĩnh trong giai đoạn khó khăn khi thắng liền sáu trận kế tiếp, bao gồm hai chiến thắng trước Úc và một trận thắng 2-0 trước Ả Rập Xê Út trên sân nhà. Ngày 24 tháng 3 năm 2022, sau khi đánh bại Úc 2-0 ngay tại Sydney, Nhật Bản chiếm ngôi nhất bảng và giành vé tham dự World Cup 2022 sớm một vòng đấu. Tuy nhiên, đội đã không giữ được ngôi đầu cho đến hết vòng loại khi bị đội yếu nhất bảng là Việt Nam cầm chân 1-1 trên sân nhà Saitama, qua đó đứt mạch sáu trận thắng liên tiếp và phải nhường vị trí đầu bảng cho Ả Rập Xê Út.
Sau khi Trung Quốc mất quyền làm chủ nhà của Cúp bóng đá Đông Á 2022, Nhật Bản đã được thông báo là chủ nhà mới. Sau khi đứng đầu bảng với hai trận thắng và một trận hòa, Nhật Bản đã vô địch giải đấu lần thứ hai trong lịch sử.
Tại World Cup 2022, Nhật Bản rơi vào bảng E cùng với Tây Ban Nha, Đức và Costa Rica, đội bất ngờ giành chiến thắng 2-1 trước Đức trong trận mở màn, nhưng để thua Costa Rica 0-1 ở trận đấu thứ 2, tuy nhiên Nhật Bản tiếp tục làm nên bất ngờ khi đánh bại Tây Ban Nha 2-1 tại lượt trận cuối, qua đó đứng đầu bảng E với 6 điểm. Dù vậy, đội tiếp tục dừng bước tại vòng 16 đội khi để Croatia hòa 1-1 cả trận và thua 1-3 sau loạt sút luân lưu.
Trước thềm Asian Cup 2023 tại Qatar, Nhật Bản đã thể hiện phong độ ấn tượng với 10 trận thắng liên tiếp, ghi 45 bàn thắng và chỉ nhận 6 bàn thua. Đặc biệt đáng chú ý là các chiến thắng 4-1 trước Đức, Peru và Canada, 4-2 trước Thổ Nhĩ Kỳ, ba trận thắng 5-0 trước Myanmar, Syria và Thái Lan và chiến thắng 6-1 trước Jordan.
Tại Asian Cup 2023, Nhật Bản rơi vào bảng D cùng với Iraq, Indonesia và Việt Nam. Tại trận đấu ra quân, Nhật Bản đã có chiến thắng 4-2 trước Việt Nam. Tuy nhiên, ở lượt trận thứ hai sau đó, đội đã bất ngờ để thua Iraq với tỷ số 1-2. Qua đó chấm dứt chuỗi 11 trận thắng liên tiếp.

## Hình ảnh

### Trang phục thi đấu, logo
Adidas đã luôn là nhà tài trợ áo đấu cho Đội tuyển Nhật Bản từ năm 1999 đến nay.
Màu áo chính của Đội tuyển Nhật Bản là màu xanh lam tượng trưng cho bầu trời. Màu áo phụ là màu trắng. Tuỳ từng đối thủ thì đội tuyển sử dụng màu quần là xanh lam hoặc trắng. Trong quá khứ, Nhật Bản từng mặc trang phục màu đỏ, nhưng sau đó quay lại với màu áo xanh lam được chọn từ năm 1930.
Logo của Đội tuyển Nhật Bản cùng chung thiết kế với Logo của Hiệp hội, với hình ảnh Quạ ba chân Yatagarasu (biểu tượng của mặt trời) với một chân giữ quả bóng màu đỏ tượng trưng cho mặt trời ở trên Quốc kỳ Nhật Bản.

### Sân vận động
Nhật Bản có nhiều sân vận động hiện đại trên toàn quốc. Các trận đấu của Đội tuyển Nhật Bản có thể tổ chức ở mọi nơi. Tuy vậy đối với vòng loại cuối của FIFA World Cup khu vực châu Á, các trận đấu luôn được tổ chức tại Sân vận động Saitama 2002. Sân vận động Quốc gia được xây dựng cho Olympic Tokyo 2020 ít khi được lựa chọn cho các trận đấu chính thức.

## Ban huấn luyện
| Vị trí                   | Tên               |
| ------------------------ | ----------------- |
| Huấn luyện viên trưởng   | Moriyasu Hajime   |
| Trợ lý huấn luyện viên   | Makoto Hasebe     |
| Trợ lý huấn luyện viên   | Ryoichi Maeda     |
| Trợ lý huấn luyện viên   | Hiroshi Nanami    |
| Trợ lý huấn luyện viên   | Toshihide Saito   |
| Huấn luyện viên thể hình | Ryoichi Matsumoto |
| Huấn luyện viên thể lực  | Hayakawa Naoki    |
| Huấn luyện viên thủ môn  | Takashi Shimoda   |

## Kết quả thi đấu

### 2024
| 1 tháng 1 Toyo Tires Cup 2024 | Nhật Bản                                                                       | 5–0      | Thái Lan | Tokyo, Nhật Bản                                                                                        |  |
| 14:00 UTC+9                   | - Tanaka 50' - Nakamura 72' - Dolah 75' (l.n.) - Kawamura 82' - Minamino 90+1' | Chi tiết |          | Sân vận động: Sân vận động Quốc gia Nhật Bản Lượng khán giả: 61,916 Trọng tài: Kim Woo-sung (Hàn Quốc) |  |

| 9 tháng 1 Giao hữu không chính thức | Nhật Bản                                                                         | 6–1      | Jordan      | Doha, Qatar                                           |  |
| 14:30 UTC+3                         | - Itakura 14' - Nakamura 17' - 29' (l.n.) - Minamino 43' - Asano 71' - Maeda 81' | Chi tiết | - Rateb 87' | Sân vận động: Sân vận động Al Ersal Lượng khán giả: 0 |  |

| 14 tháng 1 Bảng D AFC Asian Cup 2023 | Nhật Bản                                        | 4–2      | Việt Nam                      | Doha, Qatar                                                                                       |  |
| 14:30 UTC+3                          | - Minamino 11', 45' - Nakamura 45+2' - Ueda 85' | Chi tiết | - Đình Bắc 16' - Tuấn Hải 33' | Sân vận động: Sân vận động Al Thumama Lượng khán giả: 17,385 Trọng tài: Kim Jong-hyeok (Hàn Quốc) |  |

| 19 tháng 1 Bảng D AFC Asian Cup 2023 | Iraq                | 2–1      | Nhật Bản     | Al Rayyan, Qatar                                                                                               |  |
| 14:30 UTC+3                          | - Hussein 5', 45+4' | Chi tiết | - Endo 90+3' | Sân vận động: Sân vận động Thành phố Giáo dục Lượng khán giả: 38,663 Trọng tài: Khalid Al-Turais (Ả Rập Xê Út) |  |

| 24 tháng 1 Bảng D AFC Asian Cup 2023 | Nhật Bản                                   | 3–1      | Indonesia     | Al Rayyan, Qatar                                                                                   |  |
| 14:30 UTC+3                          | - Ueda 6' (ph.đ.), 52' - Hubner 88' (l.n.) | Chi tiết | - Walsh 90+1' | Sân vận động: Sân vận động Ahmed bin Ali Lượng khán giả: 26,453 Trọng tài: Khamis Al-Marri (Qatar) |  |

| 31 tháng 1 Vòng 16 đội AFC Asian Cup 2023 | Bahrain             | 1–3      | Nhật Bản                         | Doha, Qatar                                                                                   |  |
| 14:30 UTC+3                               | - Suzuki 64' (l.n.) | Chi tiết | - Doan 31' - Kubo 49' - Ueda 72' | Sân vận động: Sân vận động Al Thumama Lượng khán giả: 31,832 Trọng tài: Ahmad Al-Ali (Kuwait) |  |

| 3 tháng 2 Tứ kết AFC Asian Cup 2023 | Iran                                     | 2–1      | Nhật Bản     | Al Rayyan, Qatar                                                              |  |
| 14:30 UTC+3                         | - Mohebi 55' - Jahanbakhsh 90+6' (ph.đ.) | Chi tiết | - Morita 28' | Sân vận động: Sân vận động Thành phố Giáo dục Trọng tài: Mã Ninh (Trung Quốc) |  |

| 21 tháng 3 Vòng loại FIFA World Cup 2026 | Nhật Bản    | 1–0      | CHDCND Triều Tiên | Tokyo, Nhật Bản                                                             |  |
| 19:20 UTC+9                              | - Tanaka 2' | Chi tiết |                   | Sân vận động: Sân vận động quốc gia Nhật Bản Trọng tài: Adel Al-Naqbi (UAE) |  |

| 26 tháng 3 Vòng loại FIFA World Cup 2026 | CHDCND Triều Tiên | 0–3 Xử thắng | Nhật Bản |  |
|                                          |                   | Chi tiết     |          |  |

| 6 tháng 6 Vòng loại FIFA World Cup 2026 | Myanmar | 0–5      | Nhật Bản                                          | Yangon, Myanmar                                                                                       |  |
| 18:40 UTC+6:30                          |         | Chi tiết | - Nakamura 17', 90+3' - Dōan 34' - Ogawa 75', 83' | Sân vận động: Sân vận động Thuwunna Lượng khán giả: 21,200 Trọng tài: Majed Al-Shamrani (Ả Rập Xê Út) |  |

| 11 tháng 6 Vòng loại FIFA World Cup 2026 | Nhật Bản                                                                    | 5–0      | Syria | Hiroshima, Nhật Bản                                                                              |  |
| 19:10 UTC+9                              | - Ueda 13' - Dōan 19' - Krouma 22' (l.n.) - Soma 73' (ph.đ.) - Minamino 85' | Chi tiết |       | Sân vận động: Edion Peace Wing Hiroshima Lượng khán giả: 26,650 Trọng tài: Ahmed Al-Ali (Kuwait) |  |

| 5 tháng 9 Vòng loại FIFA World Cup 2026 | Nhật Bản                                                                         | 7–0 | Trung Quốc | Saitama, Nhật Bản                                                                                       |  |
|                                         | - Endō 12' - Mitoma 45+2' - Minamino 52', 58' - Itō 77' - Maeda 87' - Kubo 90+5' |     |            | Sân vận động: Sân vận động Saitama 2002 Lượng khán giả: 52,398 Trọng tài: Abdulrahman Al-Jassim (Qatar) |  |

| 10 tháng 9 Vòng loại FIFA World Cup 2026 | Bahrain | 0–5 | Nhật Bản                                              | Riffa, Bahrain                                                                                              |  |
|                                          |         |     | - Ueda 37' (ph.đ.), 47' - Morita 61', 64' - Ogawa 81' | Sân vận động: Sân vận động Quốc gia Bahrain Lượng khán giả: 22.729 Trọng tài: Rustam Lutfullin (Uzbekistan) |  |

| 10 tháng 10 Vòng loại FIFA World Cup 2026 | Ả Rập Xê Út | 0–2      | Nhật Bản                 | Jeddah, Ả Rập Xê Út                                                                                     |  |
| 21:00 UTC+3                               |             | Chi tiết | - Kamada 14' - Ogawa 81' | Sân vận động: Sân vận động Nhà vua Abdullah Lượng khán giả: 56,283 Trọng tài: Kim Jong-hyeok (Hàn Quốc) |  |

| 15 tháng 10 Vòng loại FIFA World Cup 2026 | Nhật Bản                     | 1–1      | Úc                           | Saitama, Nhật Bản                                                                               |  |
| 19:35 UTC+9                               | - Cameron Burgess 76' (l.n.) | Chi tiết | - Taniguchi Shōgo 58' (l.n.) | Sân vận động: Sân vận động Saitama 2002 Lượng khán giả: 58,730 Trọng tài: Ahmed Al-Ali (Kuwait) |  |

| 14 tháng 11 Vòng loại FIFA World Cup 2026 | Indonesia | 0–4      | Nhật Bản                                                       | Jakarta, Indonesia                                                                                      |  |
| 19:00 UTC+7                               |           | Chi tiết | - Hubner 36' (l.n.) - Minamino 40' - Morita 49' - Sugawara 69' | Sân vận động: Sân vận động Gelora Bung Karno Lượng khán giả: 60,304 Trọng tài: Mooud Bonyadifard (Iran) |  |

| 19 tháng 11 Vòng loại FIFA World Cup 2026 | Trung Quốc           | 1–3      | Nhật Bản                         | Hạ Môn, Trung Quốc                                                                                  |  |
| 20:00 UTC+8                               | - Lâm Lương Minh 48' | Chi tiết | - Ogawa 39', 54' - Itakura 45+6' | Sân vận động: Sân vận động Hạ Môn Egret Lượng khán giả: 45.336 Trọng tài: Muhammad Taqi (Singapore) |  |

### 2025
| 20 tháng 3 năm 2025 Vòng loại FIFA World Cup 2026 | Nhật Bản                | 2–0      | Bahrain | Saitama, Nhật Bản                                                                                                |  |
| 19:35 UTC+9                                       | - Kamada 66' - Kubo 87' | Chi tiết |         | Sân vận động: Sân vận động Saitama 2002, Saitama Lượng khán giả: 58,137 Trọng tài: Abdulrahman Al-Jassim (Qatar) |  |

| 25 tháng 3 năm 2025 Vòng loại FIFA World Cup 2026 | Nhật Bản | 0–0      | Ả Rập Xê Út | Saitama, Nhật Bản                                                                               |  |
| 19:35 UTC+9                                       |          | Chi tiết |             | Sân vận động: Sân vận động Saitama 2002 Lượng khán giả: 58,003 Trọng tài: Ahmed Al-Ali (Kuwait) |  |

| 5 tháng 6 năm 2025 Vòng loại FIFA World Cup 2026 | Úc           | 1–0      | Nhật Bản | Sydney, Úc                                                                                   |  |
| 19:10 UTC+8                                      | - Behich 90' | Chi tiết |          | Sân vận động: Sân vận động Australia Lượng khán giả: 57,226 Trọng tài: Qasim Al-Hatmi (Oman) |  |

| 10 tháng 6 năm 2025 Vòng loại FIFA World Cup 2026 | Nhật Bản | v        | Indonesia | Tokyo, Nhật Bản                              |  |
| --:-- UTC+9                                       |          | Chi tiết |           | Sân vận động: Sân vận động Quốc gia Nhật Bản |  |

- Fixtures & Results (2025), JFA.jp

## Cầu thủ

### Đội hình hiện tại
Các cầu thủ sau đây được triệu tập tham dự Giải vô địch bóng đá Đông Á 2025, được tổ chức vào tháng 7 năm 2025.
Số lần ra sân và bàn thắng tính đến ngày 15 tháng 7 năm 2025, sau trận đấu với Hàn Quốc.
| Số | VT | Cầu thủ                | Ngày sinh (tuổi)  | Trận | Bàn | Câu lạc bộ          |
| -- | -- | ---------------------- | ----------------- | ---- | --- | ------------------- |
| 1  | TM | Ōsako Keisuke          | 28 tháng 7, 1999  | 10   | 0   | Sanfrecce Hiroshima |
| 12 | TM | Hayakawa Tomoki        | 3 tháng 3, 1999   | 1    | 0   | Kashima Antlers     |
| 23 | TM | Alex Pisano            | 10 tháng 1, 2006  | 1    | 0   | Nagoya Grampus      |
|    |    |                        |                   |      |     |                     |
| 3  | HV | Araki Hayato           | 7 tháng 8, 1996   | 3    | 0   | Sanfrecce Hiroshima |
| 4  | HV | Koga Taiyo             | 28 tháng 10, 1998 | 3    | 0   | Kashiwa Reysol      |
| 5  | HV | Nagatomo Yūto          | 12 tháng 9, 1986  | 143  | 4   | FC Tokyo            |
| 16 | HV | Ando Tomoya            | 10 tháng 1, 1999  | 2    | 0   | Avispa Fukuoka      |
| 22 | HV | Ueda Naomichi          | 24 tháng 10, 1994 | 18   | 1   | Kashima Antlers     |
| 25 | HV | Tsunashima Yuto        | 15 tháng 8, 2000  | 1    | 0   | Tokyo Verdy         |
|    |    |                        |                   |      |     |                     |
| 2  | TV | Heroki Henry Mochizuki | 20 tháng 9, 2001  | 3    | 1   | Machida Zelvia      |
| 6  | TV | Kawabe Hayao           | 8 tháng 9, 1995   | 8    | 1   | Sanfrecce Hiroshima |
| 7  | TV | Sōma Yūki              | 25 tháng 2, 1997  | 17   | 5   | Machida Zelvia      |
| 8  | TV | Tanaka Satoshi         | 13 tháng 8, 2002  | 1    | 0   | Sanfrecce Hiroshima |
| 14 | TV | Ozeki Yuto             | 6 tháng 2, 2005   | 2    | 0   | Kawasaki Frontale   |
| 15 | TV | Inagaki Sho            | 25 tháng 12, 1991 | 4    | 3   | Nagoya Grampus      |
| 17 | TV | Uno Zento              | 20 tháng 11, 2003 | 2    | 0   | Shimizu S-Pulse     |
| 20 | TV | Tawaratsumida Kōta     | 14 tháng 5, 2004  | 3    | 0   | FC Tokyo            |
| 21 | TV | Satō Ryūnosuke         | 16 tháng 10, 2006 | 4    | 0   | Fagiano Okayama     |
| 24 | TV | Kubo Tojiro            | 5 tháng 4, 1999   | 1    | 0   | Kashiwa Reysol      |
| 26 | TV | Nakamura Sōta          | 15 tháng 10, 2002 | 2    | 1   | Sanfrecce Hiroshima |
|    |    |                        |                   |      |     |                     |
| 9  | TĐ | Miyashiro Taisei       | 26 tháng 5, 2000  | 2    | 0   | Vissel Kobe         |
| 10 | TĐ | Hosoya Mao             | 7 tháng 9, 2001   | 9    | 3   | Kashiwa Reysol      |
| 11 | TĐ | Hara Taichi            | 5 tháng 5, 1999   | 2    | 0   | Kyoto Sanga         |
| 13 | TĐ | Germain Ryo            | 19 tháng 4, 1995  | 3    | 5   | Sanfrecce Hiroshima |
| 18 | TĐ | Yamada Shin            | 30 tháng 5, 2000  | 1    | 0   | Celtic              |
| 19 | TĐ | Kakita Yuki            | 14 tháng 7, 1997  | 2    | 0   | Kashiwa Reysol      |

### Triệu tập gần đây
Những cầu thủ sau đây cũng đã được triệu tập vào đội hình trong 12 tháng qua.
| Vt | Cầu thủ                  | Ngày sinh (tuổi)  | Số trận | Bt | Câu lạc bộ               | Lần cuối triệu tập                                                        |
| --- | ------------------------ | ----------------- | ------- | -- | ------------------------ | ------------------------------------------------------------------------- |
| TM | Zion Suzuki              | 21 tháng 8, 2002  | 18      | 0  | Parma                    | v. Indonesia, 10 tháng 6 năm 2025                                         |
| TM | Tani Kōsei               | 20 tháng 11, 2000 | 3       | 0  | Machida Zelvia           | v. Indonesia, 10 tháng 6 năm 2025                                         |
| |                          |                   |         |    |                          |                                                                           |
| HV | Machida Kōki             | 25 tháng 8, 1997  | 17      | 0  | TSG Hoffenheim           | v. Indonesia, 10 tháng 6 năm 2025 INJ                                     |
| HV | Seko Ayumu               | 7 tháng 6, 2000   | 7       | 0  | Cầu thủ tự do]]          | v. Indonesia, 10 tháng 6 năm 2025                                         |
| HV | Kōta Takai               | 4 tháng 9, 2004   | 4       | 0  | Tottenham Hotspur        | v. Indonesia, 10 tháng 6 năm 2025                                         |
| HV | Watanabe Tsuyoshi        | 5 tháng 2, 1997   | 4       | 0  | Gent                     | v. Indonesia, 10 tháng 6 năm 2025 INJ                                     |
| HV | Sekine Hiroki            | 11 tháng 8, 2002  | 1       | 0  | Reims                    | v. Indonesia, 10 tháng 6 năm 2025                                         |
| HV | Suzuki Junnosuke         | 12 tháng 7, 2003  | 1       | 0  | Copenhagen               | v. Indonesia, 10 tháng 6 năm 2025                                         |
| HV | Itakura Kō               | 27 tháng 1, 1997  | 37      | 2  | Borussia Mönchengladbach | v. Ả Rập Xê Út, 25 tháng 3 năm 2025                                       |
| HV | Nakayama Yūta            | 16 tháng 2, 1997  | 22      | 0  | Machida Zelvia           | v. Ả Rập Xê Út, 25 tháng 3 năm 2025                                       |
| HV | Itō Hiroki               | 12 tháng 5, 1999  | 21      | 1  | Bayern Munich            | v. Ả Rập Xê Út, 25 tháng 3 năm 2025                                       |
| HV | Sugawara Yukinari        | 28 tháng 6, 2000  | 15      | 2  | Southampton              | v. Ả Rập Xê Út, 25 tháng 3 năm 2025                                       |
| HV | Hashioka Daiki           | 17 tháng 5, 1999  | 11      | 0  | Slavia Prague            | v. Trung Quốc, 19 tháng 11 năm 2024                                       |
| HV | Taniguchi Shogo          | 15 tháng 7, 1991  | 32      | 1  | Sint-Truiden             | v. Indonesia, 15 tháng 11 năm 2024 INJ                                    |
| |                          |                   |         |    |                          |                                                                           |
| TV | Kawasaki Sōta            | 30 tháng 7, 2001  | 0       | 0  | Mainz 05                 | Giải vô địch bóng đá Đông Á 2025 WD                                       |
| TV | Endo Wataru (đội trưởng) | 9 tháng 2, 1993   | 70      | 4  | Liverpool                | v. Indonesia, 10 tháng 6 năm 2025                                         |
| TV | Kubo Takefusa            | 4 tháng 6, 2001   | 44      | 7  | Real Sociedad            | v. Indonesia, 10 tháng 6 năm 2025                                         |
| TV | Kamada Daichi            | 5 tháng 8, 1996   | 42      | 11 | Crystal Palace           | v. Indonesia, 10 tháng 6 năm 2025                                         |
| TV | Nakamura Keito           | 28 tháng 7, 2000  | 18      | 8  | Reims                    | v. Indonesia, 10 tháng 6 năm 2025                                         |
| TV | Sano Kaishu              | 30 tháng 12, 2000 | 6       | 0  | Mainz 05                 | v. Indonesia, 10 tháng 6 năm 2025                                         |
| TV | Fujita Joeru Chima       | 16 tháng 2, 2002  | 3       | 0  | FC St. Pauli             | v. Indonesia, 10 tháng 6 năm 2025                                         |
| TV | Morishita Ryōya          | 11 tháng 4, 1997  | 3       | 1  | Legia Warsaw             | v. Indonesia, 10 tháng 6 năm 2025                                         |
| TV | Hirakawa Yū              | 3 tháng 1, 2001   | 1       | 0  | Bristol City             | v. Indonesia, 10 tháng 6 năm 2025                                         |
| TV | Mito Shunsuke            | 28 tháng 9, 2002  | 1       | 0  | Sparta Rotterdam         | v. Indonesia, 10 tháng 6 năm 2025                                         |
| TV | Sano Kodai               | 25 tháng 9, 2003  | 1       | 0  | NEC Nijmegen             | v. Indonesia, 10 tháng 6 năm 2025                                         |
| TV | Kumasaka Koki            | 15 tháng 4, 2001  | 0       | 0  | Kashiwa Reysol           | v. Indonesia, 10 tháng 6 năm 2025 INJ                                     |
| TV | Minamino Takumi          | 16 tháng 1, 1995  | 67      | 24 | Monaco                   | {{{lần cuối}}}\|clubnat=FRA\|latest=v. Ả Rập Xê Út, 25 tháng 3 năm 2025}} |
| TV | Itō Junya                | 9 tháng 3, 1993   | 62      | 14 | Reims                    | v. Ả Rập Xê Út, 25 tháng 3 năm 2025                                       |
| TV | Dōan Ritsu               | 16 tháng 6, 1998  | 57      | 10 | SC Freiburg              | v. Ả Rập Xê Út, 25 tháng 3 năm 2025                                       |
| TV | Morita Hidemasa          | 10 tháng 5, 1995  | 40      | 6  | Sporting CP              | v. Ả Rập Xê Út, 25 tháng 3 năm 2025 INJ                                   |
| TV | Tanaka Ao                | 10 tháng 9, 1998  | 32      | 8  | Leeds United             | v. Ả Rập Xê Út, 25 tháng 3 năm 2025                                       |
| TV | Mitoma Kaoru             | 20 tháng 5, 1997  | 27      | 8  | Brighton & Hove Albion   | v. Ả Rập Xê Út, 25 tháng 3 năm 2025                                       |
| TV | Hatate Reo               | 21 tháng 11, 1997 | 11      | 0  | Celtic                   | v. Ả Rập Xê Út, 25 tháng 3 năm 2025                                       |
| |                          |                   |         |    |                          |                                                                           |
| TĐ | Nishimura Takuma         | 22 tháng 10, 1996 | 5       | 3  | Machida Zelvia           | Giải vô địch bóng đá Đông Á 2025 INJ                                      |
| TĐ | Machino Shūto            | 30 tháng 9, 1999  | 8       | 4  | Holstein Kiel            | v. Indonesia, 10 tháng 6 năm 2025                                         |
| TĐ | Ōhashi Yūki              | 27 tháng 7, 1996  | 2       | 0  | Blackburn Rovers         | v. Indonesia, 10 tháng 6 năm 2025                                         |
| TĐ | Suzuki Yuito             | 25 tháng 10, 2001 | 2       | 0  | SC Freiburg              | v. Indonesia, 10 tháng 6 năm 2025                                         |
| TĐ | Ueda Ayase               | 28 tháng 8, 1998  | 31      | 14 | Feyenoord                | v. Ả Rập Xê Út, 25 tháng 3 năm 2025 INJ                                   |
| TĐ | Furuhashi Kyōgo          | 20 tháng 1, 1995  | 23      | 5  | Birmingham City          | v. Ả Rập Xê Út, 25 tháng 3 năm 2025                                       |
| TĐ | Maeda Daizen             | 20 tháng 10, 1997 | 23      | 4  | Celtic                   | v. Ả Rập Xê Út, 25 tháng 3 năm 2025                                       |
| TĐ | Ogawa Kōki               | 8 tháng 8, 1997   | 9       | 9  | NEC Nijmegen             | v. Trung Quốc, 19 tháng 11 năm 2024                                       |
| TĐ | Asano Takuma             | 10 tháng 11, 1994 | 53      | 9  | Mallorca                 | v. Bahrain, 10 tháng 9 năm 2024                                           |
| - INJ Rút lui vì chấn thương. - PRE Chỉ nằm trong danh sách sơ bộ. - RET Từ giã đội tuyển. - SUS Bị cấm thi đấu. |                          |                   |         |    |                          |                                                                           |

### Kỷ lục
Số liệu dưới đây là các trận đấu mà Hiệp hội bóng đá Nhật Bản cho là chính thức.
Tính tới ngày 21 tháng 11 năm 2023:
| # | Cầu thủ              | Số trận | Bàn thắng | Thời gian thi đấu |
| - | -------------------- | ------- | --------- | ----------------- |
| 1 | Endō Yasuhito        | 152     | 15        | 2002–2015         |
| 2 | Nagatomo Yuto        | 142     | 4         | 2008–             |
| 3 | Yoshida Maya         | 126     | 12        | 2010–2022         |
| 4 | Ihara Masami         | 122     | 5         | 1988–1999         |
| 5 | Okazaki Shinji       | 119     | 50        | 2008–2019         |
| 6 | Kawaguchi Yoshikatsu | 116     | 0         | 1997–2010         |
| 7 | Hasebe Makoto        | 114     | 2         | 2006–2018         |
| 8 | Nakazawa Yuji        | 110     | 17        | 1999–2010         |
| 9 | Nakamura Shunsuke    | 98      | 24        | 2000–2010         |
| 9 | Honda Keisuke        | 98      | 37        | 2008–2018         |

| #  | Cầu thủ            | Bàn thắng | Số trận | Thời gian thi đấu |
| -- | ------------------ | --------- | ------- | ----------------- |
| 1  | Kamamoto Kunishige | 75        | 76      | 1964–1977         |
| 2  | Miura Kazuyoshi    | 55        | 89      | 1990–2000         |
| 3  | Okazaki Shinji     | 50        | 119     | 2008–2019         |
| 4  | Hara Hiromi        | 38        | 76      | 1978–1988         |
| 5  | Honda Keisuke      | 37        | 98      | 2008–2018         |
| 6  | Kagawa Shinji      | 31        | 97      | 2008–2019         |
| 7  | Takagi Takuya      | 27        | 44      | 1992–1997         |
| 8  | Kimura Kazushi     | 26        | 54      | 1979–1986         |
| 9  | Osako Yuya         | 25        | 57      | 2013–2022         |
| 10 | Nakamura Shunsuke  | 24        | 98      | 2000–2010         |

## Huấn luyện viên
| Nishida Masujiro              | 1923      | 2  | 0  | 0  | 2  | 0%     |
| Yamada Goro                   | 1925      | 2  | 0  | 0  | 2  | 0%     |
| trống                         | 1925      | 2  | 1  | 0  | 1  | 50%    |
| Suzuki Shigeyoshi (lần 1)     | 1930      | 2  | 1  | 1  | 0  | 50%    |
| Takenokoshi Shigemaru (lần 1) | 1934      | 3  | 1  | 0  | 2  | 33.33% |
| Suzuki Shigeyoshi (lần 2)     | 1936      | 2  | 1  | 1  | 0  | 50%    |
| Takenokoshi Shigemaru (lần 2) | 1940      | 1  | 1  | 0  | 0  | 100%   |
| Ninomiya Hirokazu             | 1951      | 3  | 1  | 1  | 1  | 33.33% |
| Takenokoshi Shigemaru (lần 3) | 1954–56   | 12 | 2  | 4  | 6  | 16.66% |
| Kawamoto Taizo                | 1958      | 2  | 0  | 0  | 2  | 0%     |
| Takenokoshi Shigemaru (lần 4) | 1958–59   | 12 | 4  | 2  | 6  | 33.33% |
| trống                         | 1960      | 1  | 0  | 0  | 1  | 0%     |
| Takahashi Hidetoki            | 1961–1962 | 14 | 3  | 2  | 9  | 21.43% |
| Naganuma Ken (lần 1)          | 1963–1969 | 31 | 18 | 7  | 6  | 58.06% |
| Okano Shunichiro              | 1970–1971 | 19 | 11 | 2  | 6  | 57.90% |
| Naganuma Ken (lần 2)          | 1972–1976 | 42 | 16 | 6  | 20 | 38.09% |
| Ninomiya Hiroshi              | 1976–1978 | 27 | 6  | 6  | 15 | 22.22% |
| Shimomura Yukio               | 1979–1980 | 14 | 8  | 4  | 2  | 57.14% |
| Watanabe Masashi              | 1980      | 3  | 2  | 0  | 1  | 66.67% |
| Kawabuchi Saburo              | 1980–1981 | 10 | 3  | 2  | 5  | 30%    |
| Mori Takaji                   | 1981–1985 | 43 | 22 | 5  | 16 | 51.16% |
| Ishii Yoshinobu               | 1986–1987 | 17 | 11 | 2  | 4  | 64.70% |
| Yokoyama Kenzo                | 1988–1991 | 24 | 5  | 7  | 12 | 20.83% |
| Hans Ooft                     | 1992–1993 | 27 | 16 | 7  | 4  | 59.25% |
| Paulo Roberto Falcão          | 1994      | 9  | 3  | 4  | 2  | 33.33% |
| Kamo Shu                      | 1994–1997 | 46 | 23 | 10 | 13 | 50%    |
| Okada Takeshi (lần 1)         | 1997–1998 | 15 | 5  | 4  | 6  | 33.33% |
| Philippe Troussier            | 1998–2002 | 50 | 23 | 16 | 11 | 46%    |
| Zico                          | 2002–2006 | 71 | 37 | 16 | 18 | 52.11% |
| Ivica Osim                    | 2006–2007 | 20 | 13 | 5  | 3  | 65%    |
| Okada Takeshi (lần 2)         | 2007–2010 | 50 | 26 | 13 | 11 | 52%    |
| Hara Hiromi (tạm quyền)       | 2010      | 2  | 2  | 0  | 0  | 100%   |
| Alberto Zaccheroni            | 2010–2014 | 55 | 30 | 12 | 13 | 54.54% |
| Javier Aguirre                | 2014–2015 | 10 | 7  | 1  | 2  | 70%    |
| Vahid Halilhodžić             | 2015–2018 | 12 | 7  | 4  | 1  | 57.58% |
| Nishino Akira                 | 2018      | 7  | 2  | 1  | 4  | 28.57% |
| Moriyasu Hajime               | 2018–     | 0  | 0  | 0  | 0  | —%     |

## Thành tích tại các giải đấu
*Gồm cả các trận hòa trong vòng loại trực tiếp quyết định bằng sút luân lưu. Viền đỏ chỉ giải đấu là chủ nhà. Vàng, Bạc, Đồng lần lượt chỉ kết thúc ở vị trí thứ 1, 2 và 3. Chữ đậm chỉ thành tích tốt nhất.

### FIFA World Cup
Đội tuyển Nhật Bản đã bắt đầu liên tục tham dự vòng chung kết World Cup từ năm 1998 tại Pháp; trong đó có 4 lần lọt vào vòng 16 đội vào các năm 2002, 2010, 2018 và 2022.
| Thành tích tại VCK FIFA World Cup | Thành tích tại VCK FIFA World Cup | Thành tích tại VCK FIFA World Cup | Thành tích tại VCK FIFA World Cup | Thành tích tại VCK FIFA World Cup | Thành tích tại VCK FIFA World Cup | Thành tích tại VCK FIFA World Cup | Thành tích tại VCK FIFA World Cup | Thành tích tại VCK FIFA World Cup |                                  | Thành tích tại Vòng loại         | Thành tích tại Vòng loại         | Thành tích tại Vòng loại         | Thành tích tại Vòng loại         | Thành tích tại Vòng loại         | Thành tích tại Vòng loại |
| Chủ nhà/ Năm                      | Kết quả                           | Vị trí                            | Tr                                | T                                 | H                                 | B                                 | BT                                | BB                                | Tr                               | T                                | H                                | B                                | BT                               | BB                               |                          |
| --------------------------------- | --------------------------------- | --------------------------------- | --------------------------------- | --------------------------------- | --------------------------------- | --------------------------------- | --------------------------------- | --------------------------------- | -------------------------------- | -------------------------------- | -------------------------------- | -------------------------------- | -------------------------------- | -------------------------------- | ------------------------ |
| 1930                              | Rút lui                           | Rút lui                           | Rút lui                           | Rút lui                           | Rút lui                           | Rút lui                           | Rút lui                           | Rút lui                           | Tham dự với tư cách khách mời    | Tham dự với tư cách khách mời    | Tham dự với tư cách khách mời    | Tham dự với tư cách khách mời    | Tham dự với tư cách khách mời    | Tham dự với tư cách khách mời    |                          |
| 1934                              | Không tham dự                     | Không tham dự                     | Không tham dự                     | Không tham dự                     | Không tham dự                     | Không tham dự                     | Không tham dự                     | Không tham dự                     | Không tham dự                    | Không tham dự                    | Không tham dự                    | Không tham dự                    | Không tham dự                    | Không tham dự                    |                          |
| 1938                              | Rút lui                           | Rút lui                           | Rút lui                           | Rút lui                           | Rút lui                           | Rút lui                           | Rút lui                           | Rút lui                           | Rút lui                          | Rút lui                          | Rút lui                          | Rút lui                          | Rút lui                          | Rút lui                          |                          |
| 1950                              | Bị FIFA đình chỉ                  | Bị FIFA đình chỉ                  | Bị FIFA đình chỉ                  | Bị FIFA đình chỉ                  | Bị FIFA đình chỉ                  | Bị FIFA đình chỉ                  | Bị FIFA đình chỉ                  | Bị FIFA đình chỉ                  | Bị FIFA đình chỉ                 | Bị FIFA đình chỉ                 | Bị FIFA đình chỉ                 | Bị FIFA đình chỉ                 | Bị FIFA đình chỉ                 | Bị FIFA đình chỉ                 |                          |
| 1954                              | Không vượt qua vòng loại          | Không vượt qua vòng loại          | Không vượt qua vòng loại          | Không vượt qua vòng loại          | Không vượt qua vòng loại          | Không vượt qua vòng loại          | Không vượt qua vòng loại          | Không vượt qua vòng loại          | 2                                | 0                                | 1                                | 1                                | 3                                | 7                                |                          |
| 1958                              | Không tham dự                     | Không tham dự                     | Không tham dự                     | Không tham dự                     | Không tham dự                     | Không tham dự                     | Không tham dự                     | Không tham dự                     | Không tham dự                    | Không tham dự                    | Không tham dự                    | Không tham dự                    | Không tham dự                    | Không tham dự                    |                          |
| 1962                              | Không vượt qua vòng loại          | Không vượt qua vòng loại          | Không vượt qua vòng loại          | Không vượt qua vòng loại          | Không vượt qua vòng loại          | Không vượt qua vòng loại          | Không vượt qua vòng loại          | Không vượt qua vòng loại          | 2                                | 0                                | 0                                | 2                                | 1                                | 4                                |                          |
| 1966                              | Không tham dự                     | Không tham dự                     | Không tham dự                     | Không tham dự                     | Không tham dự                     | Không tham dự                     | Không tham dự                     | Không tham dự                     | Không tham dự                    | Không tham dự                    | Không tham dự                    | Không tham dự                    | Không tham dự                    | Không tham dự                    |                          |
| 1970                              | Không vượt qua vòng loại          | Không vượt qua vòng loại          | Không vượt qua vòng loại          | Không vượt qua vòng loại          | Không vượt qua vòng loại          | Không vượt qua vòng loại          | Không vượt qua vòng loại          | Không vượt qua vòng loại          | 4                                | 0                                | 2                                | 2                                | 4                                | 8                                |                          |
| 1974                              | Không vượt qua vòng loại          | Không vượt qua vòng loại          | Không vượt qua vòng loại          | Không vượt qua vòng loại          | Không vượt qua vòng loại          | Không vượt qua vòng loại          | Không vượt qua vòng loại          | Không vượt qua vòng loại          | 4                                | 1                                | 0                                | 3                                | 5                                | 4                                |                          |
| 1978                              | Không vượt qua vòng loại          | Không vượt qua vòng loại          | Không vượt qua vòng loại          | Không vượt qua vòng loại          | Không vượt qua vòng loại          | Không vượt qua vòng loại          | Không vượt qua vòng loại          | Không vượt qua vòng loại          | 4                                | 0                                | 1                                | 3                                | 0                                | 5                                |                          |
| 1982                              | Không vượt qua vòng loại          | Không vượt qua vòng loại          | Không vượt qua vòng loại          | Không vượt qua vòng loại          | Không vượt qua vòng loại          | Không vượt qua vòng loại          | Không vượt qua vòng loại          | Không vượt qua vòng loại          | 4                                | 2                                | 0                                | 2                                | 4                                | 2                                |                          |
| 1986                              | Không vượt qua vòng loại          | Không vượt qua vòng loại          | Không vượt qua vòng loại          | Không vượt qua vòng loại          | Không vượt qua vòng loại          | Không vượt qua vòng loại          | Không vượt qua vòng loại          | Không vượt qua vòng loại          | 8                                | 5                                | 1                                | 2                                | 15                               | 5                                |                          |
| 1990                              | Không vượt qua vòng loại          | Không vượt qua vòng loại          | Không vượt qua vòng loại          | Không vượt qua vòng loại          | Không vượt qua vòng loại          | Không vượt qua vòng loại          | Không vượt qua vòng loại          | Không vượt qua vòng loại          | 6                                | 2                                | 3                                | 1                                | 7                                | 3                                |                          |
| 1994                              | Không vượt qua vòng loại          | Không vượt qua vòng loại          | Không vượt qua vòng loại          | Không vượt qua vòng loại          | Không vượt qua vòng loại          | Không vượt qua vòng loại          | Không vượt qua vòng loại          | Không vượt qua vòng loại          | 13                               | 9                                | 3                                | 1                                | 35                               | 6                                |                          |
| 1998                              | Vòng bảng                         | 31st                              | 3                                 | 0                                 | 0                                 | 3                                 | 1                                 | 4                                 | 15                               | 9                                | 5                                | 1                                | 51                               | 12                               |                          |
| 2002                              | Vòng 16 đội                       | 9th                               | 4                                 | 2                                 | 1                                 | 1                                 | 5                                 | 3                                 | Không tham dự do là đồng chủ nhà | Không tham dự do là đồng chủ nhà | Không tham dự do là đồng chủ nhà | Không tham dự do là đồng chủ nhà | Không tham dự do là đồng chủ nhà | Không tham dự do là đồng chủ nhà |                          |
| 2006                              | Vòng bảng                         | 28th                              | 3                                 | 0                                 | 1                                 | 2                                 | 2                                 | 7                                 | 12                               | 11                               | 0                                | 1                                | 25                               | 5                                |                          |
| 2010                              | Vòng 16 đội                       | 9th                               | 4                                 | 2                                 | 1                                 | 1                                 | 4                                 | 2                                 | 14                               | 8                                | 4                                | 2                                | 23                               | 9                                |                          |
| 2014                              | Vòng bảng                         | 29th                              | 3                                 | 0                                 | 1                                 | 2                                 | 2                                 | 6                                 | 14                               | 8                                | 3                                | 3                                | 30                               | 8                                |                          |
| 2018                              | Vòng 16 đội                       | 15th                              | 4                                 | 1                                 | 1                                 | 2                                 | 6                                 | 7                                 | 18                               | 13                               | 3                                | 2                                | 44                               | 7                                |                          |
| 2022                              | Vòng 16 đội                       | 9th                               | 4                                 | 2                                 | 1                                 | 1                                 | 5                                 | 4                                 | 18                               | 15                               | 1                                | 2                                | 58                               | 6                                |                          |
| 2026                              | Vượt qua vòng loại                | Vượt qua vòng loại                | Vượt qua vòng loại                | Vượt qua vòng loại                | Vượt qua vòng loại                | Vượt qua vòng loại                | Vượt qua vòng loại                | Vượt qua vòng loại                | 13                               | 12                               | 1                                | 0                                | 48                               | 2                                |                          |
| 2030                              | Chưa xác định                     | Chưa xác định                     | Chưa xác định                     | Chưa xác định                     | Chưa xác định                     | Chưa xác định                     | Chưa xác định                     | Chưa xác định                     | Chưa xác định                    | Chưa xác định                    | Chưa xác định                    | Chưa xác định                    | Chưa xác định                    | Chưa xác định                    |                          |
| 2034                              | Chưa xác định                     | Chưa xác định                     | Chưa xác định                     | Chưa xác định                     | Chưa xác định                     | Chưa xác định                     | Chưa xác định                     | Chưa xác định                     | Chưa xác định                    | Chưa xác định                    | Chưa xác định                    | Chưa xác định                    | Chưa xác định                    | Chưa xác định                    |                          |
| Tổng cộng                         | 8/23 Vòng 16 đội                  | 8/23 Vòng 16 đội                  | 25                                | 7                                 | 6                                 | 12                                | 25                                | 33                                |                                  | 151                              | 95                               | 28                               | 28                               | 353                              | 93                       |

### AFC Asian Cup
Nhật Bản là đội bóng giàu thành tích nhất ở đấu trường châu lục Asian Cup với 4 lần vô địch cùng 1 lần á quân.